# Shuggie Bain
Shuggie Bain là tiểu thuyết đầu tay của nhà văn người Mỹ gốc Scotland Douglas Stuart, được xuất bản năm 2020. Cốt truyện kể về câu chuyện của người con út trong gia đình ba anh chị em, Shuggie, lớn lên với người mẹ nghiện rượu của mình, Agnes, vào thập niên 1980, trong gia đình lao động trong giai đoạn hậu công nghiệp thời kỳ thủ tướng Margaret Thatcher ở Glasgow, Scotland.
Tiểu thuyết được trao giải Booker 2020, khiến Stuart trở thành người Scotland thứ hai giành giải này, sau James Kelman vào năm 1994. Shuggie Bain cũng là người lọt vào vòng chung kết cho năm 2020 Giải thưởng Sách Quốc gia cho Tiểu thuyết.